# Manihi
Manihi egy majdnem egészen körbezárt atoll sziget a Dél-Csendes-óceánon. A terület politikailag Francia Polinéziához tartozik. Manihi a Tuamotu-szigetek egyik alcsoportjának, a György király szigetcsoportnak a része. A György király-szigetek a Tuamotu szigetcsoport északnyugati részén található. A György király-szigetek másik négy tagja Ahe, Takaroa, Takapoto és Tikei. A szigetcsoport legkeletibb szigete Tikei és a legnyugatibb Ahe. A kettő között lévő távolság mintegy 200 km. Legközelebbi szomszédja Ahe csupán 14 km-re van tőle keletre. Manihi Tahititől 215 km-re északkeletre található. Az északnyugatról délkelet felé elnyúló Palliser szigetcsoport alakjától eltérően a György király-szigetek ennek a tükörképeként délnyugatról északkelet felé nyúlik el.

## Földrajza
Manihi egy viszonylag nagy, elnyújtott, atoll, ovális alakú lagúnával, amely 10 km széles és 20 km hosszú, területe 160km2. A korallzátony számtalan kis szigetből áll. A lagúna gazdag élővilága a búvárok körében jól ismert. A lagúnának csupán egy bejárata van az atoll déli csúcsánál, ezen át lehet az óceán felől bejutni. A szoros neve franciául Passe de Tairapa.
A legfőbb település az atollon Paeua. Egy másik fontos település Turipaoa a délnyugati oldalon, amely 400 embernek ad otthont. A szigetek közül több is lakatlan.

## Története

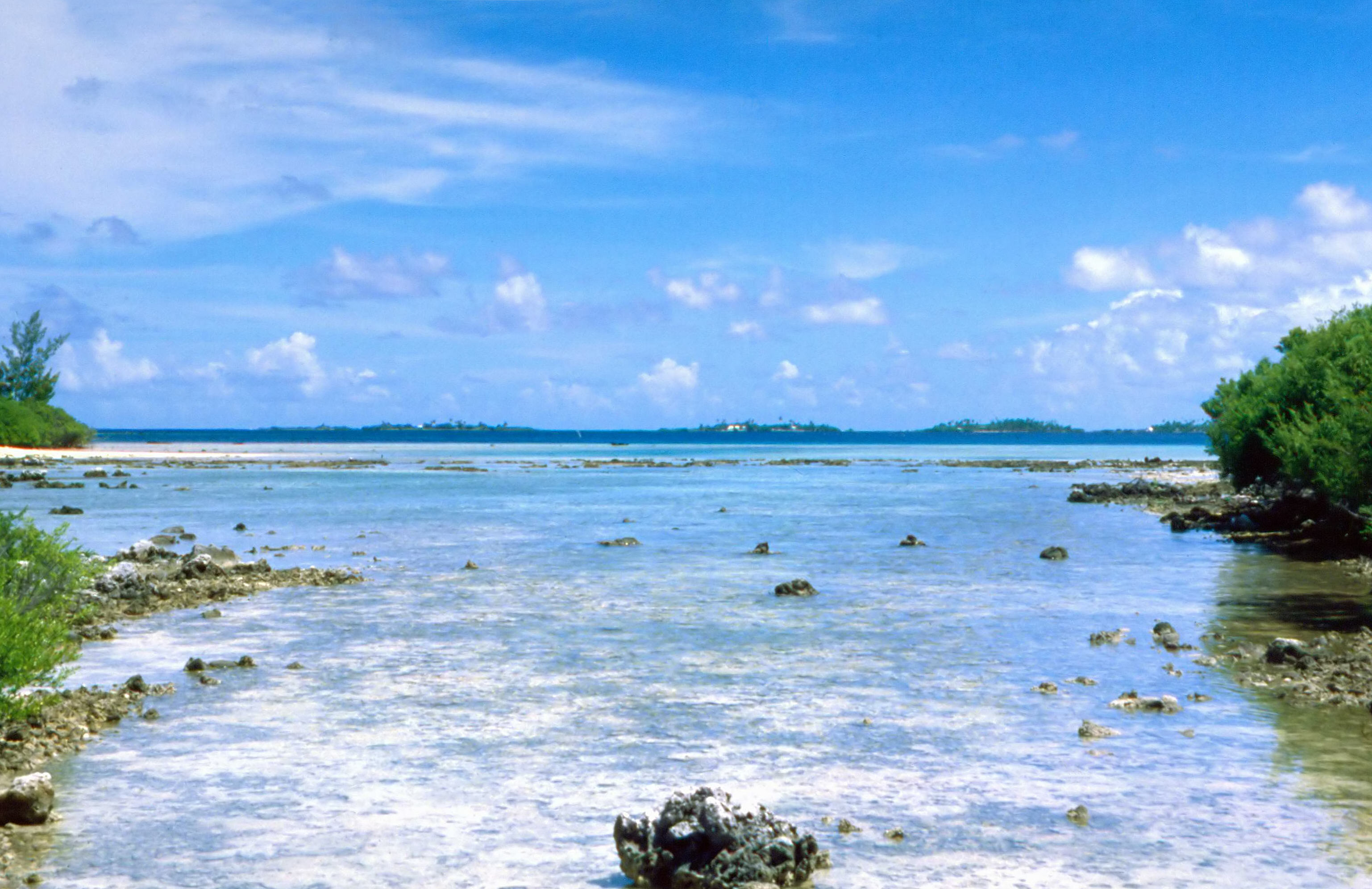
A lagúna látványa.

Az első európaiak, akik a szigetre érkeztek Willem Schouten és Jacob Le Maire holland hajósok voltak 1616-ban. A szigetnek a „Waterland” nevet adták.
John Byron brit felfedező, aki 1765 júniusában érte el Manihi szigetét, Wales-i hercegnek („Prince of Wales Island”) nevezte el az atollt.
A 19. században Manihi szigetét a franciák magukhoz csatolták, amelyen akkor mintegy 100 fő élt (1850). A lakosság kókuszolajat készített, évente 20 tonnát (1860 tájékán).
Manihi repülőteret 1994-ben adták át.
Manihi atollon két ősi polinéz vallási helyszín található (marae Tuamotu nyelven), amelyeket koráll szikla darabokból építettek.

## Közigazgatás
Közigazgatásilag Manihi települési önkormányzathoz (commune) két atoll tartozik: Manihi és Ahe. Manihi jelenlegi polgármestere Jeannot Mataoa (mandátuma: 2008-2014).

## Gazdasága
A sziget víz és áramellátási gondokkal küzd. A Rosenthal fivérek Manihi atollon létesítették az első gyönyfarmot 1968-ban, és 1972-ben szüretelték az első természetes színű Tahiti gyöngyöket. Jelenleg  számos gyöngyfarm működik az atollon.
Manihi atoll lagúnájában épült egy ötcsillagos hotel, víz fölötti bungalókkal (Pearl Beach Manihi resort).
Az atollon működő repülőtér a Manihi repülőtér. Közel van Turipaoa szigethez, amely elérhető az Air Tahiti társasággal.